# The Art of War
The Art of War peti je studijski album švedskog power metal sastava Sabaton.
Tekstovi pjesama se uglavnom bave poznatim bitkama ili ratovima, najviše baziranim na Drugom svjetskom ratu i knjizi kineskog filozofa Sun Tzua.
Album je izdan u više verzija, u standardnom izdanju na jednom CD - u, na ploči i u ograničenom izdanju. To ogranično izdanje sadrži CD i knjigu "Umijeće ratovanja" (eng. The art of war) kineskog filozofa Sun Tzua.

## Popis pjesama
1. "Sun Tzu Says"
2. "The Ghost Division"
3. "The Art of War"
4. "40:1"
5. "Unbreakable"
6. "The Nature of Warfare"
7. "Cliffs of Gallipoli"
8. "Talvisota"
9. "Panzerkampf"
10. "Union (Slopes of St. Benedict)"
11. "The Price of a Mile"
12. "Firestorm"
13. "A Secret"

### Dodatne pjesme s "Re-armed" izdanja
1. "Swedish Pagans"
2. "Glorious Land"
3. "The Art of War"
4. "Švedska himna"

## Izvođači
1. Joakim Brodén - vokali
2. Rickard Sundén - gitara
3. Oskar Montelius - gitara
4. Pär Sundström - bas-gitara
5. Daniel Mullback - bubnjevi
6. Daniel Mÿhr - klavijature